# Carl Friedländer (industriman)
Carl Friedländer, född i Göteborg 6 juli 1827, död i Jönköping 20 september 1902, var en svensk disponent och industriman. Friedländer grundade bland annat Carlfors bruk och Ebbes bruk, samt var huvudägare för Stensholms Pappersbruk från 1874.

## Biografi
Friedländer föddes 1827 i Göteborg. Han utbildade sig till affärs- och industriman. 1867 kom han till Jönköpingstrakten. Samma år tog han över som disponent vid Stensholms Pappersbruk. 1874 bildade han tillsammans med två markägare, Stensholms säteris ägare Laurenius och Stora Tokarps ägare Stålhammar, ett bolag, och blev därmed brukets huvudägare. De styckade loss ett stycke mark från Stensholms säteri, där Ebbes bruk uppfördes. De bildade även Carlfors bruk, namnet taget från Friedländers förnamn. Pappersmassa från Carlfors bruk såldes till Stensholms pappersbruk, och transporterades dit via pråmar på Huskvarnaån.
23 november 1889 brann Stensholms pappersbruk ner till grunden, som en av flera historiska bränder i Hakarps socken. För att undvika att Carlfors bruk skulle stå oanvänt och förfalla tillförsåg disponent Friedländer istället att guldbrons började tillverkas vid Carlfors bruk. Man använde guldbronset vid färgframställning, som i sin tur användes för gjutgods i Ebbes bruk, även det i Friedländers ägo. Därigenom fick gjutgodset en särskild blank och guldig färg. Avkastningen från samproduktionen mellan Ebbes och Carlfors bruk ökade snabbt, och produktionstakten likaså. 1899 såldes dock Ebbes bruk till Munksjö AB.
Friedländer var gift med Anna Rosine, alternativt Wild, Ott eller Böchman; olika källor uppger olika namn. Friedländer dog efter ett par års sjukdom 1902, och han jordfästes i Sofiakyrkan samt begravdes på släktkyrkogården Bäckebol på Hisingen i Göteborg. Friedländer var med och stiftade Par Bricoles dotterloge i Jönköping.